# Лусио Коста
Лусио Коста (порт. Lucio Costa; Тулон, 27. фебруар 1902 — Рио де Жанеиро, 13. јул 1998) је био бразилски архитекта и урбаниста. Најпознатији је постао изградњом града Бразилија.

## Живот и дело
Одрастао је у Европи, а после се преселио у Бразил. Године 1924, у Рио де Жанеиру на Високој школи за уметност добио је звање архитекте.
Коста је био поборник модерног стила који је прокламовао Ле Корбизје. Елементи његове бразилске архитектуре се комбинују са традиционалним. Међу његова прва дела у духу бразилске модерне архитектуре спада бразилски павиљон Експо 1939. у Њујорку (скупа са Оскаром Нимајером), стамбене четврти у Ри де Жанеиру и хотел у Нова Фрибургоу (град у држави Рио де Жанеиро) у Бразилу.
Најпознатији је по пројектовању и руковању изградњом града Бразилије. Град је био изграђен 1960. у рекордно кратком времену (3 године и 5 месеци). Град је постао симболом напретка, дге су се истицали импозантне зграде за владине службенике. Данас је то град од 2 000.000 становника. Има и метро, а уврштен је у UNESCOв пројекат Светске баштине.